# Ewald von Kleist-Wendisch Tychow
Ewald Graf von Kleist-Wendisch Tychow (* 11. Mai 1882 in Lissabon; † 20. März 1953 in Flensburg) war ein preußisch-deutscher Jurist und Herr auf Wendisch Tychow. Er gewährte Pastor Dietrich Bonhoeffer während der NS-Zeit Unterkunft auf seinem Besitz.

## Familie
Ewald Graf von Kleist war der älteste Sohn des Diplomaten Friedrich Wilhelm Graf von Kleist (1851–1936) und der Leonie geb. Gräfin von Kospoth (1851–1927). Er wurde in Lissabon geboren,
wo er seine ersten Kinderjahre verbrachte.
Kleist ehelichte am 2. August 1914 in Breslau Margarete Gräfin Finck von Finckenstein (* 6. Januar 1890 in Potsdam; † 3. April 1977 in Neustadt/Holstein), die älteste Tochter des Grafen Ernst Finck von Finckenstein (1862–1948) und der Freda, geborene Gräfin von Rittberg (1867–1898). Das Paar hatte folgende Kinder (von Kleist):
- Sigrun (* 1916) ⚭ 1937 Rudolf von Bandemer
- Ortrun (* 1918) ⚭ 1940 Hans Sven-Age Radloff
- Dietlind (* 1922)
- Volker (1924–1945)

## Leben
Dem Dienst als Einjährig-Freiwilliger beim Leib-Kürassier-Regiment in Breslau folgte das Studium der Rechtswissenschaft an der Universität Göttingen und der Universität Greifswald. In Göttingen wurde er 1904 Mitglied des Corps Saxonia Göttingen. sowie die Referendarzeit bei den Amtsgerichten in Belgard und Posen. 1910 übernahm er zunächst die Bewirtschaftung der Güter Kolochau und Pölzen, sodann – unterbrochen durch den Kriegsdienst – die Verwaltung der Herrschaft Schmenzin der Gräfin Kleist, geb. Gräfin von Medem.
Als Reserveoffizier seines Regiments nahm Ewald am Ersten Weltkrieg teil. Ein schwerer Sturz mit dem Pferde in den Karpaten zwang Ewald, in die Heimat zurückzukehren. Als Jurist arbeitete er im Ministerium für Kriegswirtschaft in Berlin von 1916 bis zum Kriegsende. Wendisch Tychow war bereits 1914 auf Ewald überschrieben worden. 1919 übernahm Ewald die Verwaltung.
Ewald war daneben als konservativer Politiker tätig. 1923 wurde er zum Vorsitzenden der DNVP des Kreises Schlawe gewählt, war Vorsitzender des Kreisausschusses und Mitglied des Pommerschen Provinziallandtages. Das Vertrauen der Landwirte brachte ihm den Vorsitz im Landbund. Er war als Mitglied im Grenzschutz und führend im Stahlhelm tätig.
Unter dem Hitler-Regime war Ewald gezwungen, seine sämtlichen Ehrenämter niederzulegen. Trotz gelegentlicher Anfeindung blieb er, dank seiner starken Stellung im Kreise, von Übergriffen verschont, obwohl er Pastor Dietrich Bonhoeffer und seinem Seminar bereitwillig Unterkunft in Sigurdshof gewährt hatte.
Ewald und seine Frau blieben auch nach dem Einmarsch der russischen Truppen im März 1945 auf einem Hof in der Nähe des Gutshauses. 1946 erfolgte der Abtransport des Ehepaars. Ewald verbrachte die letzten Jahre seines Lebens auf Gut Priesholz in der Gemeinde Rabenholz bei Flensburg.
Ewald war seit 1933 Vorsitzender des Familienverbandes derer von Kleist. Der Grundbesitzer und Vice-Oberzeremonienmeister Ewald Heinrich Erdmann Bogislaff von Kleist-Wendisch Tychow ist sein Großvater.